# سالم حرشاش
سالم حرشاش لاعب كرة قدم جزائري سابق كمدافع. ولد في 24 يوليو 1972 بمارسيليا.

## المسيرة الكروية
- 1991-1996 : نادي سانت إتيان -  فرنسا
- 1996-1998 : نادي مارتيغ -  فرنسا
- 1998-2000 : نادي كاين -  فرنسا
- 2001-2002 : شباب بلوزداد -  الجزائر

كان يلعب ظهير أيسر ولاعب مسترجع كرات في بعض الاحيان لبى نداء المنتخب الوطني في احلك أيام الجزائر أمنيا وكرويا.
التحق بالخضر مباشرة بعد الاقصاء من تصفيات مونديال 1998 التي كانت مقررة في فرنسا وامام المنتخب الكيني آنذاك وفي ملعب 5 جويلية وهي المباراة التي اثارت ضجة كبيرة وأكدت للجميع أن الكرة الجزائرية ستدخل في نفق مظلم وطويل وهذا يحسب له كونه لم يكن يحلم بالمجد الفردي كما يفعل البعض بل كان يرى ان المجد يصنع ولا يهدى فكانت أولى مبارياته مع الخضر امام المنتخب الإيفواري في تصفيات كاس أفريقيا للامم حيث فاز مع رفقائه بنتيجة 4 ــ 1 في ملعب 5 جويلية
إذا كانت أول مباراة له مع الخضر أسعدته بالفوز فآخر مباراة له مع الخضر لم يكن يتمناها حيث كانت أمام منتخب ناميبيا بعنابة، حيث فاز الخضر بنتيجة هدف لصفر من امضاء جمال بلماضي واصيب سالم حرشاش اصابة جد خطيرة وامام الكاميرا حين التوت ركبته بشكل رهيب لتنتهي قصته مع المنتخب.

## وصلات خارجية
- سالم حرشاش على موقع رابطة كرة القدم الفرنسية للمحترفين (الإنجليزية)
- سالم حرشاش على موقع قاعدة بيانات كرة القدم.إي يو (الإنجليزية)
- سالم حرشاش على موقع ناشيونال فوتبول تيمز (الإنجليزية)

- بطاقة عن اللاعب على موقع footballdatabase.eu.